# Угода AEWA
Угода AEWA, Угода про збереження афро-євразійських мігруючих водно-болотних птахів (англ. Agreement on the Conservation of African-Eurasian Migratory Waterbirds) є найбільшою угодою в рамках Боннської конвенції. Угода була ухвалена 16 червня 1995 року в Гаазі (Нідерланди) і набула чинності 1 листопада 1999 року, після її ратифікації необхідною кількістю з чотирнадцяти держав, що включали сім з Африки і сім з Євразії.
Угода була підписана від імені України 16 жовтня 1998 року в м. Гаазі. Ратифіковано Законом України N 62-IV від 04.07.2002 р.
Угода стосується 255 видів птахів, які екологічно пов'язані з водно-болотними угіддями принаймні протягом частини річного циклу, включає багато видів гагар, пірникоз, пеліканів, бакланів, чапель, лелек, пастушкових, ібісів, косарів, фламінго, качок, лебедів, гусей, журавлів, куликів, мартинів, крячків та навіть південного африканського пінгвіна.
Угоду підписали 118 країн (2011) Європи, Азії, Близького Сходу, Африки та Канада.

## Суть Угоди
Відповідно до Угоди сторони мають здійснювати заходи для збереження мігруючих водно-болотних птахів, звертаючи особливу увагу на види, що перебувають під загрозою зникнення, або тих, що мають несприятливий статус збереження.
З цією метою Сторони мають:
- встановлювати сувору охорону мігруючих водно-болотних птахів, що перебувають під загрозою зникнення,;
- забезпечувати такі умови, щоб будь-яке використання мігруючих водно-болотних птахів базувалось на оцінці найкращих з наявних знань їх екології і було сталим для видів та для екологічних систем, що їх підтримують;
- визначати середовища існування мігруючих водно-болотних птахів, які знаходяться в межах їх територій, та сприяти охороні, управлінню, реабілітації і відновленню цих середовищ у взаємодії з органами, які зайняті збереженням середовищ існування;
- узгоджувати свої дії для гарантії того, що мережа належних середовищ існування підтримується або, за необхідністю, заново створюється на всьому просторі ареалу кожного з взятих до уваги видів мігруючих водно-болотних птахів, особливо у випадках, коли область водно-болотних угідь розміщена в межах території більш ніж однієї Сторони цієї Угоди;
- досліджувати проблеми, які пов'язані або можуть бути пов'язані з антропогенним впливом, та докласти зусиль до реалізації захисних заходів, включаючи відновлення і реабілітацію середовищ існування та компенсуючі дії при втраті середовищ існування;
- співпрацювати в екстремальних ситуаціях, які потребують міжнародних погоджених дій, та у визначенні найуразливіших в таких ситуаціях видів мігруючих водно-болотних птахів, а також співробітничати при реалізації відповідних термінових дій для підвищення ефективності збереження цих видів в таких ситуаціях та при підготовці інструкцій для сприяння окремим членам Угоди у подоланні таких ситуацій;
- забороняти навмисну інтродукцію неаборигенних видів водно-болотних птахів в природу і вживати всіх необхідних заходів для попередження ненавмисного випуску таких видів, якщо це може негативно вплинути на статус збереження дикої флори і фауни; у випадках, якщо неаборигенні види водно-болотних птахів були вже інтродуковані, Сторони мають вживати всіх необхідних заходів для попередження можливості їх потенційної загрози аборигенним видам;
- ініціювати та підтримувати дослідження біології та екології мігруючих водно-болотних птахів, включаючи погодження методів дослідження та моніторингу, й, коли це можливо, розробляти спільні або об'єднані програми дослідження та моніторингу;
- проводити аналіз своїх систем підготовки кадрів, зокрема, для проведення обліку мігруючих водно-болотних птахів, моніторингу, кільцювання та управління водно-болотними угіддями з метою формулювання пріоритетних тем і районів для навчання та для співробітництва стосовно розвитку і забезпечення відповідних програм навчання;
- розробляти та підтримувати здійснення програм, які сприяють росту усвідомлення і розуміння проблем збереження мігруючих водно-болотних птахів загалом та відповідно до конкретних цілей та положень цієї Угоди;
- обмінюватись інформацією і результатами досліджень, моніторингу, програмами стосовно збереження та освіти;
- здійснювати співробітництво з метою допомоги одна одній при виконанні цієї Угоди, зокрема в галузі досліджень та моніторингу.

План дій, що входить до даної Угоди (Додаток III) включає перелік дій, які мають бути прийняті Сторонами стосовно пріоритетних видів і напрямків роботи згідно з загальними заходами збереження:
- збереження видів;
- збереження середовищ існування;
- регулювання діяльності людини;
- дослідження та моніторинг;
- освіта та інформація;
- виконання.